# Athyana weinmannifolia
Athyana weinmannifolia là một loài thực vật thuộc họ Sapindaceae. Loài này có ở Argentina và Bolivia. Chúng hiện đang bị đe dọa vì mất môi trường sống.